# يانج شانج كون
يانج شانج كون (بالصينية: 杨尚昆) (مواليد 5 يوليو 1907 - الوفاة 14 سبتمبر 1998) هو رئيس جمهورية الصين الشعبية من 1988 إلى 1993 .

## روابط خارجية
- يانج شانج كون على موقع مونزينجر (الألمانية)
- يانج شانج كون على موقع إن إن دي بي (الإنجليزية)